# Xanthophysa psychicalis
Xanthophysa psychicalis är en fjärilsart som beskrevs av George Duryea Hulst. Xanthophysa psychicalis ingår i släktet Xanthophysa och familjen Crambidae. Inga underarter finns listade i Catalogue of Life.